# Экспортно-импортный банк США

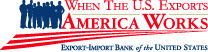
Девиз Эксимбанка: «Когда США экспортируют, Америка работает»

Экспортно-импортный банк США (сокр. ЭКСИМбанк, англ. Export-Import Bank of the United States, Ex-Im Bank) — государственное учреждение Соединённых Штатов Америки, имеющее целью поддержку национальных экспортёров. Осуществляет кредитование покупателей американских товаров из других стран, которые не могут получить кредит из традиционных источников коммерческого финансирования. Эксимбанк предоставляет финансовые услуги, которые не предоставляются частными финансовыми структурами, заполняет ниши в областях коммерческого и структурированного финансирования. Банк берёт на себя риски, связанные с конкретной страной, и кредитные риски, которые не берут на себя коммерческие банки, и помогает увязать вопросы финансирования импорта продукции американских товаропроизводителей путём увязки с финансированием, предоставляемым другими правительствами. За более чем 70 лет работы Эксимбанк простимулировал экспорт США на мировые рынки на сумму более 400 млрд долларов США.

## История
Экспортно-импортный банк США с первоначальным капиталом 175 млн долларов США был основан в 1934 году под названием «Экспортно-импортный банк Вашингтона» (англ. Export-Import bank of Washington) с целью финансирования и страхования покупки американских товаров иностранными организациями для тех клиентов, которые не могут принять на себя кредитные риски, связанные с поставками товаров из США. Первой операцией созданного банка был кредит Кубе в сумме 3,8 млн долларов для закупки серебряных слитков в США в 1935 году.
Банк также предоставлял краткосрочные кредиты (сроком до 1 года) для финансирования экспорта сельскохозяйственных и других товаров и среднесрочные кредиты (от 1 года до 5 лет), предназначенные для стимулирования экспорта машин и оборудования.
После Второй мировой войны банк был реорганизован: уставный капитал увеличился до 1 млрд долларов США, а полномочия по кредитованию расширились.
С 1968 года банк действует под современным названием.

## Деятельность банка